# Os cuneometatarsale I tibiale
Os cuneometatarsale I tibiale is de benaming voor een accessoir voetwortelbeentje dat soms als extra ossificatiepunt ontstaat gedurende de embryonale ontwikkeling. Bij de mensen bij wie het botje voorkomt, bevindt het botje zich aan de voetzoolzijde, aan de proximale, mediale zijde van de basis van het middenvoetsbeentje van de grote teen, ter hoogte van het gewricht met het eerste wigvormige been.
Op röntgenfoto's wordt een os cuneometatarsale I tibiale soms onterecht aangemerkt als afwijkend, losliggend botdeel of als fractuur.